# Enoplochilus obtusicaudatus
Enoplochilus obtusicaudatus är en rundmaskart som beskrevs av Hans August Kreis 1932. Enoplochilus obtusicaudatus ingår i släktet Enoplochilus och familjen Ironidae. Inga underarter finns listade i Catalogue of Life.